# Национална шизма
Национална шизма у Грчкој (грч. Εθνικός Διχασμός) је био низ сукоба између краља Константина I Грчког и премијера Елефтериоса Венизелоса у вези са спољном политиком Грчке у периоду 1910–1922, од којих је преломна тачка била да ли Грчка треба да уђе у Први светски рат. Венизелос је подржавао савезнике и желео Грчка да се укључи у рат на њиховој страни, док је про-немачки краљ желео да Грчка остане неутрална, што би погодовало плановима Централних сила. Неслагање је имало шире импликације, јер би утицало и на карактер и улогу краља у држави. Отпуштање Венизелоса од стране краља довело је до дубоког личног раздора између њих двојице и у каснијим догађајима, њихови следбеници су се поделили у два радикално супротстављена политичка табора који су утицали на грчко друштво.
Након што је Бугарска ушла у рат против Србије у септембру 1915, Венизелос је 4. октобра у парламенту постигао гласање за позив на регрутацију, поштујући савезнички уговор између Грчке и Србије. Следећег дана је био умешан у инвазију савезничких снага на Солун које би успоставиле македонски фронт за помоћ Србији, али је краљ одбио да потпише регрутацију, оптужио га за издају за инвазију на Солун и приморао га да поднесе оставку 2. у току те године (1915). Маја и јуна 1916. године, палата је супротставила стисак Антанте у Солуну предајом војне тврђаве заједно са половином источног дела Македоније немачко-бугарским снагама – неслагања двојице људи је сада ескалирао ка тајном грађанском рату. У августу 1916. Венизелосови следбеници су успоставили привремену владу „Националне одбране“ која је укључивала северну Грчку, Егејска острва и Крит, и стали су на страну Антанте. Овај чин, који је практично поделио Грчку на два ентитета, имао је за циљ да поврати поверење Антанте заједно са изгубљеним регионима Македоније и да поврати контролу над северном Грчком, која је постепено изгубљена након искрцавања све веће армије Оријента, годину дана раније. После интензивних дипломатских преговора, оружаног сукоба у Атини између савезничких и ројалистичких снага са десетинама жртава, од којих неке услед линча од стране ројалистичке паравојне организације, и накнадне петомесечне поморске блокаде (јужног дела) грчког краљевства, краљ Константин је абдицирао 11. јуна 1917 (његов најстарији син Ђорђе је заобишао, јер је такође био против Антанте), а на месту краља наследио га је други син Александар. Венизелос се вратио у Атину 29. маја 1917, а Грчка, поново уједињена, али под француским примирјем, званично се придружила рату на страни савезника.
Иако је Грчка изашла као победник и обезбедила нову територију Севрским споразумом, последице ове поделе биле су главне одлике грчког политичког живота до 1940-их и допринеле су поразу Грчке у грчко-турском рату, слому Друге грчке републике. Национални раскол је одражавао разлике између „Нове Грчке“ стечене после Балканских ратова 1912–13. коју су чинили Тракија, Македонија, Епир, Крит и северноегејска острва у односу на „стару Грчку“ која се састојала од пре 1912. територије. Генерално, људи у „Новој Грчкој“ су били више венизелисти, док су људи у „старој Грчкој“ били много више ројалисти.

## Историја сукоба
Главни узрок сукоба био је спор између Венизелоса и краља Константина око власти у Грчкој, у којем је развој правог представништва био спор од стварања државе. Све до 1870-их и краљево прихватање принципа да лидеру већинске странке у парламенту треба дати мандат да формира владу, формирање политичких групација око вође који би могао да влада ако би то одговарало краљу значило је да је наводно парламентарна влада је заправо била по монарховом нахођењу. Многи реформисти и либерали су сматрали да је мешање монархије у политику штетно. Негативан став јавности према монархији појачан је поразом грчке војске, на челу са Константином (тадашњим престолонаследником), у грчко-турском рату 1897. Многе од ових нада у реформу делили су и млади официри у армији, који су се осећали пониженим поразом, а који су били под утицајем републиканизма.
Формирана је „Војна лига“ и 15. августа 1909. издали су декларацију у касарни у Атини. Покрет, који је захтевао реформе у влади и војним пословима, наишао је на широку подршку јавности; Краљ Ђорђе је био приморан да попусти пред захтевима војске. Он је именовао Киријакулиса Мавромихалиса за премијера и прихватио отпуштање принчева из војске. Међутим, убрзо је постало очигледно да руководство Лиге није у стању да управља земљом, па су тражили искусног политичког вођу, који би такође по могућности био антимонархистички настројен и неукаљан „старопартијским“ старим система. Официри су таквог човека пронашли у лику Елефтериоса Венизелоса, истакнутог критског политичара, чији су сукоби са принцом Ђорђем "потврдили" његову антимонархистичку и републиканску акредитацију. Венизелосовим доласком Лига је била по страни, а енергични и релативно млад политичар убрзо је завладао политичким животом Грчке. Његова влада је спровела велики број закаснелих реформи, укључујући стварање ревидираног устава. Међутим, он је такође успоставио блиске односе са краљем, одупирао се позивима да се ревизиона скупштина трансформише у уставну, па је чак и вратио кнезове на њихове положаје у војсци, са престолонаследником Константином као главним генералом. Поновно успостављање принчева у војсци, попут ројалистичких официра попут Метаксаса (којег је Венизелос именовао за свог ађутанта) и Дусманиса, изазвало је протесте официра Војне лиге (као што су Зорбас и Зимвракакис), док је долазак француске војне мисије у Грчку (1911–1914), није био добродошао од стране престолонаследника.
Венизелосове реформе су сломиле утицај Куће Глуксбурга на државну службу. У друштву у којем је традиционална лојалност кланова и породице често одређивала политичку лојалност, стварање машине за покровитељство лојалне Либералној партији поларизовало је грчко друштво између оних који су имали користи од покровитељства и оних који нису. Они који су се осећали искљученим, природно су гледали према традиционалном дистрибутеру покровитељства, краљевској породици, како би били противтежа либералима.

### Балкански ратови
Са избијањем Балканских ратова, Константин је одмах поново постављен за главнокомандујућег, а успеси војске на терену, посебно у Другом балканском рату против Бугара, помогли су многима да забораве његов рекорд 1897. године. Краљ Константин, био је слављен као "лаворовенчани" и "Бугароубица". Међутим, током овог рата избила је прва тензија између Константина и Венизелоса, у спору око курса војске после победе код Сарандапора. Константин је желео да крене на север, ка Монастиру, бојећи се у супротном да би грчка војска могла бити опкољена, док је Венизелос био забринут да се војска окрене на исток и заузме стратешки важан град и луку Солун. Узнемиреност Венизелоса била је удвостручена чињеницом да су и Бугари бацили око на град, најважнији у Македонији, и према њему слали своје трупе. На крају је Венизелос победио, а Грци су заузели град само неколико сати пре доласка Бугара. Ова епизода тада није била објављена, а након ратова краљ и премијер, обојица веома популарни, виђени су као застрашујуће партнерство на челу грчке државе. Међутим, антивенизистичка опозиција у парламенту постепено је почела да се окупља око краља. После Другог балканског рата и током преговора о Букурешком уговору, Венизелос је био жестоко критикован због превише попустљивости према Бугарској. Бугарска је коначно заузела земље Западне Тракије, иако их је током рата заузела грчка војска. Што се тиче лучког града Кавале, интервенција кајзера Вилхелма у корист Грчке била је кључна за његово задржавање. Венизелос је у парламенту подржао да није против грчких интереса ако Бугарска обезбеди Тракију, јер би Грчка добила "стабилну кичму".
Енвер-паша, османски министар рата и члан тријумвирата који је владао Отоманским царством, одлучио је у јануару 1914. да „очисти“ област Јоније у Анадолији од њених грчких становника, а маја 1914. основао је „Посебну организацију“ против јонских Грка. Операција "чишћења" Грка изазвала је смрт најмање 300.000 јонских Грка и, како је била намера, изазвала је више хиљада преплашених избеглица да побегну преко Егејског мора у Грчку. У јулу 1914. „операција чишћења“ је прекинута након веома снажних протеста руских, француских и британских амбасадора у Узвишеној Порти, при чему је француски амбасадор Морис Бомпард посебно снажно говорио у одбрани јонских Грка. Све већа нетрпељивост режима према мањинама у Анадолији са новим акцентом на турски национализам уместо османизма, што се огледа у слогану „Турска за Турке!“ довео је до дилеме Грка у Анадолији при чему су биле доступне две опције, наиме да се Грчка приведе анадолским Грцима анексијом делова Анадолије или да се анадолски Грци доведу у Грчку уз размену становништва.

### Конфликт
Како је почео Велики рат, грчке власти су морале да бирају између неутралности и придруживања савезничким снагама. Директно учешће у рату на страни Централних сила није била опција, како због рањивости Грчке према Краљевској морнарици, тако и због тога што се од почетка (октобар 1914.) традиционални непријатељ Грчке, Отоманско царство, придружио немачкој страни. Отуда је неутралност била курс који је фаворизовала већина пронемачких Грка, укључујући старије, немачко образовано руководство Главног штаба, које је имало велики утицај на краља. Током прва два месеца рата, Отоманско царство је задржало про-немачку неутралност а британска, француска и руска влада водиле су кампању смиривања како би покушале да Османлије задрже неутралност. Венизелос је 18. августа 1914. рекао британском министру у Атини сер Френсис Елиоту да жели да Грчка уђе у рат са савезничком државом, али је оштро одбијен, рекавши да савезници више воле да Отоманско царство остане неутрално. Дана 29. октобра 1914. године, Османлије су напале Русију у нападу на Црно море, а 4. новембра 1914. Британија, Француска и Русија су објавиле рат Османлијама. Након османске одлуке да уђу у рат, савезници су били отворенији за давање обећања Грчкој о испуњењу идеје о великој Грчкој. Међутим, савезници су и даље желели да Бугарска остане неутрална. Венизелос је био веома разочаран што су Савезници више волели да Бугарска буде неутрална него да се Грчка бори на њиховој страни.
Немачке припадности краља Константина биле су преувеличане у пропаганди Антанте током рата. Истина је да је краљица Софија била сестра немачког кајзера Вилхелма, а сам Константин се школовао у Немачкој и дивио се немачкој култури. С друге стране, по очевој страни води порекло од Глуксбурга из Данске, а по мајци од Романових из Русије, савршено је говорио енглески, био је чест посетилац Енглеске и тамо је имао рођаке. Грчка је имала стални пакт о међусобној одбрани са Србијом, чланицом савезничких снага, које су тражиле подршку након што их је Аустроугарска напала. Међутим, Константин је веровао да је у већем интересу Грчке да остане неутрална. Његово значајно војно искуство и знање чинило га је посебно свесним претње Грчкој од стране моћне бугарске војске у случају да се грчка војска упусти у рат са Аустроугарском. Осим војних разлога, постојали су и лични разлози за разлаз између краља и премијера. Константин је имао у основи аутократску личност и није волео Венизелоса као особу. Штавише, краљ је био милитаристички германофил који се дивио пруском милитаризму и веровао да Рајх неће бити поражен у садашњем рату. Краљ је мало поштовао парламентарну владу и више је волео да се бави војницима него политичарима. Константин, чији је политички стил у основи био ауторитаран, већ неко време је тражио повод да поништи „револуцију“ из 1909. године. Његов омиљени саветник за политичка и војна питања био је германофилски генерал Јоанис Метаксас.
Знајући за снажан антисловенски расизам код цара Вилхелма, Метаксас је тврдио да је Немачка природни бранилац „хеленизма против словенства“, а Немачка неће дозволити Бугарској да добије територију на рачун Грчке све док је влада у Атина била пријатељски настројена према Рајху. Метаксас се залагао против рата против Отоманског царства под образложењем да Грчка није имала логистичку способност да подржи војску у Анадолији нити економске ресурсе за победу у таквом рату. Само страх од британске поморске блокаде навео је Метаксаса да заговара неутралност, а иначе је био за то да Грчка уђе у рат на страни Централних сила. Поред тога, Министарство спољних послова Савезне Републике Немачке је подмитило краља да остане неутралан, тајно узевши 1915. године „зајам“ од 40 милиона златних рајхсмарака који је отишао на његов рачун у швајцарској банци. Грчко-канадски новинар Филип Гигантес је тврдио да је краљевска корупција са „огромним сумама [новца] из Немачке“ које је краљ узео био најмоћнији разлог зашто је Константин фаворизовао неутралност, уместо више алтруистичких разлога које су дали његови следбеници. Према Скулоудису и монархистичким писцима, зајам од 40 милиона рајхсмарака из Немачке био је грчкој влади без икаквог услова неутралности, уз бољу камату од савезничких понуда.
Премијер Венизелос је био снажно за приступање Антанти, јер је веровао да ће Грчка добити нове земље и испунити идеју о Великој Грчкој. Венизелос је 17. новембра 1914. у говору пред парламентом изјавио да ће Грчка остати неутрална у рату, али да ће такође остати при свом савезу са Србијом. Такође је упозорио да ће Бугарска под вођством краља Фердинанда, рођеног у Аустрији, неминовно у неком тренутку на линији напасти Србију заједно са Аустријским царством. Венизелос је предвидео да ће Фердинанд, који је напао Србију и Грчку у мају 1913. године како би припојио целу Македонију Бугарској, након што је заузео српску Македонију, онда скренути на југ да изврши инвазију на Грчку са циљем анексије Грчке Македоније. Венизелос је такође упозорио да ће Османско царство које се придружило рату на страни Немачке раније тог месеца „уништити хеленизам у Малој Азији“ ако Немачка победи. Вензелос је алудирао на дивљу кампању прогона коју је покренуо турски националистички комитет Уније и Прогреса против османске грчке мањине у мају 1914. Он је даље упозорио да чак и ако су Османлије поражене, онда би „хеленизам у Малој Азији и даље потпао под туђинску доминацију“. Метаксасово противљење кампањи у Анадолији затровало је његову везу са Венизелосом, што је започело једну од најпознатијих свађа у грчкој историји јер су се двојица мушкараца потпуно презирали, до те мере да ако је један био за нешто, други је скоро аутоматски био против тога. Испоставило се да је важан фактор пријатељство између Дејвида Лојда Џорџа и Венизелоса. Лојд Џорџ, канцелар финансија (британски еквивалент министру финансија), био је вођа „радикала“ (левице) Британске либералне партије и био је светски познат као најхаризматичнији човек у британској политици. Због несигурне природе британске либералне владе под премијером Херберт Хенри Асквитом, тешко подељене између радикала на левој и либералних империјалиста на десници, Лојд Џорџ је имао далеко више моћи од нормалног канцелара финансија. Лојд Џорџ је први пут срео Венизелоса у децембру 1912. године, а пријатељство између њих двојице подстакли су Домини Кросфилд, грчка супруга либералног посланика Артура Кросфилда и изузетно богати трговац оружјем Басил Захароф. Захароф, етнички Грк из Анадолије који је мрзео Отоманско царство, био је главни финансијер иза Венизелосове Либералне партије. Лојд Џорџ је био Велшанин, док је Венизелос био Крићанин, чинећи оба човека аутсајдерима у својим нацијама, стварајући везу између њих двојице. До 1914, Лојд Џорџ се појавио као најмоћнији глас за Грчку у оквиру британског кабинета. Лојд Џорџ се залагао да Британија уступи Кипар Грчкој у замену за закуп поморске базе у Аргостолију. Лојд Џорџова подршка идеји о Великој Грчкој убедила је Венизелоса да, ако Грчка уђе у рат, онда ће имати подршку моћног Британског царства. Венизелос је био узнемирен када је сазнао да су се Британци и Французи договорили да после рата Русија добије Цариград (савремени Истанбул) заједно са земљом око Турског мореуза. Традиционално, заговорници идеје о Великој Грчкој су видели Константинопољ као будућу престоницу новог Римског царства. Италија је била савезник Немачке и Аустрије, али неутрална; у покушају да убеде Италијане да уђу у рат на њиховој страни, Савезници су обећали Италијанима делове Анадолије где је становништво било грчко, што је био још један разлог да се Венизелос заложи за улазак у рат како би обезбедио територије Мале Азије грчког говорног подручја пре него их савезници узму за себе.
У јануару 1915, у покушају да убеди Грке да стане на њихову страну, Британија је понудила Грчкој послератне уступке у Малој Азији (тренутно део Турске). Венизелос је сматрао да је то у интересу Грчке и покушао је да у грчком парламенту натера предлог закона о придруживању Савезницима. Венизелос је пристао да се грчке земље источне Македоније дају Бугарској (да би се придружила савезницима) надајући се послератним уступцима у Малој Азији. У допису краљу 17. јануара 1915. Венизелос је препоручио да се Кавала уступи Бугарској као што је препоручио британски министар иностраних послова сер Едвард Греј, наводећи да је то била најболнија жртва, али да је то неопходно да би се заштитили Грци Анадолије, јер ако би Грчка то учинила не улази у рат „хеленизам у Малој Азији би заувек изгубљен“. Венизелос је такође планирао обавезну размену становништва са Бугарском са Грцима који живе у Кавали да би били протерани и пресељени у Смирну (савремени Измир, Турска). Венизелосови предлози су били познати у штампи и изазвали шок у јавности, на пример међу бившим војницима који су се недавно борили у балканским ратовима. Против ових предлога одржане су демонстрације у Кавали (уз присуство и муслиманске и јеврејске заједнице), али и другде. Венизелос је саветовао краља Константина да сазове Крунски савет, што је он и учинио. Састала се два пута, 18. и 20. фебруара. На овим састанцима, Венизелос је изнео свој аргумент за приступање Антанти, што је правац деловања којем се противио опозициони лидер Теотокис, али је Ралис подржао. Међутим, оштро противљење краља, војних генерала (укључујући Генералштаб и Јоаниса Метаксаса) приморало је Венизелоса да се повуче. Метаксас је током сабора рекао: „Нико нема право да даје грчку земљу.
Британски и француски ратни бродови су 19. фебруара ушли у Дарданеле са циљем да заузму Цариград (поход на Галипоље). Венизелос је тврдио да је крај Отоманског царства неминован, а након што је добио поруку од Лојд Џорџа да Британија неће дозволити Русији да располаже Анадолијом како она жели (Британци су обећали Цариград са мореузима Русима који су одбили учешће Грка у операцији), тврдио да је сада време за улазак у рат. Са изузетком Теотокиса и Метаксаса, сви чланови Крунског савета подржали су Венизелоса на другом састанку 20. фебруара 1915, али је краљ остао против. Метаксас, тадашњи вођа Генералштаба и саветник Венизелоса, није се сложио са грчким премијером у учешћу у операцији, верујући да ће она пропасти јер су Немци већ утврдили мореуз и Грчка ће бити рањива ако Бугарска нападне и одлучио је да поднесе оставку. Венизелос је такође поднео оставку убрзо (6. марта), када је краљ одлучио да Грчка не учествује у операцији, и замењен је Димитриосом Гунарисом. Нови премијер је давао изјаве за штампу о предлозима Венизелоса у вези са Кавалом, који је повећавао друштвену конфузију и негодовање. Сукоб између Венизелоса и краља у великој мери је представљао сукоб између визије Грчке која се ширила под реформском владом савезничком Британијом у односу на другу визију Грчке која је била „уска, сумњива и дефанзивна“. За краља, све што се догодило од Гудијевог пуча 1909. било је смањење његове моћи, и он је био одлучан да искористи интервентну дебату као начин да поврати статус кво пре 1909. године. Грчки историчар Џон Маврогорадо писао је да је Венизелос морао да се „суочи са јаком опозицијом, састављеном од љубоморних партијских вођа, великих провинцијских породица, партијских шефова, мајора и адвоката, читаве мреже партијских послова чија је моћ била угрожена реформама 1910. а ово супротстављање личног непријатељства према Венизелосу вешто је искористила немачка пропаганда. Лојд Џорџ је послао Венизелосу поруку преко Захарофа у којој предлаже да се британске и француске трупе искрцају у Солуну да марширају на север у помоћ Србији, што би одвратило Бугарску од придруживања Централним силама. Неуспех англо-француског покушаја да заузму Цариград, који се завршио застојем у бици на Галипољу, краљ је искористио као оправдање за своје уверење да ће Немачка победити у рату.
На вечери са богатом породицом Делта у априлу 1915, Венизелос је изјавио да му је Лојд Џорџ обећао да ће Грчка моћи да има све делове Анадолије у којима се говори грчки ако уђе у рат, што га је навело да каже да ће Грчка ући у рат на Савезничка страна без обзира на Константинове жеље. А ако би га краљ наставио да блокира, онда је Венизелос изјавио да ће га гурнути у страну као што је истиснуо његовог брата принца Ђорђа док је био гувернер Крита.

### Раскол
Венизелосова оставка изазвала је политичке несугласице у Грчкој. Политичка битка између конзервативаца и Венизелосових присталица довела је до општих избора у јуну 1915. Ове изборе је победила Венизелосова Либерална партија и он је поново преузео функцију премијера, међутим Константин је одложио да ратификује именовање нове владе до августа 1915. из здравствених разлога. Био је болестан од плеуритиса још од балканских ратова и његово здравље више неће бити исто. На изборима 1915. године, ројалистичке странке су најбоље прошле у „Старој Грчкој“, док су либерали најбоље прошли у „Новој Грчкој“. Новопечени премијер приморао је краља да му обећа да ће Грчка поштовати савез са Србијом ако Бугарска нападне, обећање које краљ није намеравао да испуни. Венизелос је навео да је његова победа доказ да се грчки народ слаже са његовом проантантском политиком. До јесени 1915. у грчким новинама је вођен пропагандни рат између Захарофа, који је искористио своје огромно богатство да почне да купује новине за кампању за Венизелоса против Барона фон Шнека, аташеа за штампу у немачком посланству који је куповао новине за краља. У то време Шнека је један британски новинар описао као „велику и тајанствену силу зла која је водила грчки народ на странпутицу и заводила га са правог пута – од Венизелоса и од Антанте“. Шеф савезничке пропаганде у Грчкој, француски морнарички официр, капетан де Рокфеј, био је неспособан, што је навело Захарофа да интервенише јер је тврдио да као Грк познаје грчки менталитет далеко боље од било којег Француза. Многи документи и папири су такође фалсификовани током овог периода, а пропагандни рат је достигао врхунац. До овог тренутка, Константин је тајно обећао и немачком и бугарском министру да Грчка неће ући у рат против њих. Немачка је такође тајно обећала Константину да ће Грчка, ако остане неутрална, после рата имати северни Епир и Додеканез, као што је заштита грчког становништва у Турској.
У јесен 1915. Фердинанд је, након што је добио обећање немачких и аустријских дипломата да ће моћи да добије делове Србије које је прижељкивао, одлучио да уђе у рат. Бугарска је објавила рат Србији, што је представљало непосредну претњу новостеченој покрајини Македонији, укључујући и стратешки важну луку Солун. Бугарска је 22. септембра мобилисала и почела да масовно гомила трупе на граници са Србијом. Пошто су се под српско-грчким савезом међусобно обавезали да ће бранити друге у случају напада, изгледало је да је Грчка на ивици рата. Венизелос је тражио од Константина мобилизацију војске. Константин је пристао на одбрамбени став против Бугарске, али је инсистирао под условом да Грчка не нападне прва. Константин је сада објавио да жели да занемари савез са Србијом, наводећи да он не важи ако и друге силе (ванбалканске) нападну Србију. Поред тога, према уговору о савезу, Србија је морала да обезбеди 150.000 војника против Бугарске. Пошто је велика немачко-аустријска војска под командом фелдмаршала Аугуста фон Макензена била спремна да изврши инвазију на Србију у исто време када и Бугарска, краљ је најавио да Грчка неће помагати Србију. Венизелос је рекао Константину да: „Не смемо дозволити да Бугарска сломи Србију и да се превише шири да би нас сутра сломила. Стога у овом тренутку не можете одступити од ове политике: осим ако, наравно, нисте одлучни да одбаците Устав, и да преузмете пуну одговорност“. Константин је одговорио: „Знате, ја признајем да сам дужан да се повинујем народној пресуди када су у питању унутрашњи послови земље; али када су у питању спољни послови, велика међународна питања, мислим да тако дуго пошто верујем да је ствар исправна или неисправна, морам да инсистирам да се то уради или не уради, јер сам одговоран пред Богом“. У очајничком покушају да убеди Константина да помогне Србији, Греј му је послао писмо у коме је писало: „Ако је Грчка спремна да пружи подршку Србији као савезник, сада када је напала Бугарска, Влада Његовог Величанства ће бити спремна да Кипар да Грчка. Уколико би се Грчка придружила савезницима за све сврхе, она би, наравно, имала удео са њима у предностима обезбеђеним на крају рата, али понуду Кипра даје Влада Њ.М. независно под условом да Грчка пружи хитну и пуну подршку са својом војском Србији“. И краљ и његов премијер Александрос Заимис одбили су понуду.

### Македонски фронт
Након немогућности да подстакне Константина да делује против Бугарске, Венизелос је кренуо новим путем дозвољавајући британским и француским трупама да се искрцају у Солуну, у Македонији, у помоћ Србији, након њихове неуспеле операције на Галипољу и након што их је питао да ли могу понудити 150.000 војника на фронту. Венизелос је ово искористио тако што је путем парламентарног предлога (са разликом од 37 гласова) натерао да се објави рат Бугарској. Венизелосов позив савезницима разбеснео је краља. Спор између грчког премијера и краља убрзо је достигао врхунац и краљ се позвао на грчко уставно право које је монарху дало право да смени владу. У децембру 1915. Константин је приморао Венизелоса да поднесе оставку по други пут, након његовог антинемачког говора у парламенту и распустио је парламент којим су доминирали либерали, расписавши нове изборе. Венизелос је у свом говору упозорио да би победа Немачке била катастрофа за Грчку. Венизелос је упозорио да ће, у случају немачке победе, Османлије извршити геноцид над Грцима у Анадолији, док ће допуштање Бугарима да анектирају српску Македонију неизбежно бити праћено захтевима за Грчку Македонију. После његовог говора, Венизелос је позван у краљевску палату, где му је краљ рекао да се не слаже са сваком тачком његовог говора, и предвидео да ће Немачка победити у рату. Краљ је такође изнео тврдњу да је одговоран само Богу, а не народу, наводећи Венизелоса да каже да Грчка није апсолутна монархија. Венизелос је напустио Атину и вратио се на родни Крит. Либерали су бојкотовали нове изборе, што је поткопало позицију нове ројалистичке владе, јер се на њу гледало као на владу коју је директно именовао краљ, занемарујући популарно мишљење. Венизелос се жалио да је круна директно интервенисала да би ометала изборну кампању, а као резултат Венизелосовог позива на бојкот, само четвртина Грка је гласала на изборима. Одлука да се Србији не помогне упркос савезу разочарала је извесне официре војске на челу са генералом Панагиотисом Данглисом који су сматрали да је нечасно кршење уговора, а да је опасно дозволити да Србија буде окупирана јер су сада Бугари могли бацити све своје снаге на Грчку. Либерални политичар Џорџ Кафандарис је у свом говору оптужио да ројалисти промовишу анахрону теорију „божанског права краљева“ којој није место у демократији. Кафандарис је изјавио: „Такве теорије нас наводе на помисао да се идеје за које се некада веровало да су нестале у дубокој тами прошле људске историје поново избијају на површину како би утицале на савремени живот... Наш систем владавине је моделиран по узору на онај у Великој Британији и познат је као уставна монархија. У уставној монархији краљ је пасивни инструмент државе у управљању јавним пословима. Сва политичка власт припада народу и члановима парламента и владе које бира народ".
Напетост између две странке постепено је расла током следеће године (1916), при чему су обе стране имале радикалнији приступ ситуацији. Када су се француске и британске снаге искрцале у Солун (како их је раније позвао Венизелос), против Константинове жеље, грчки народ је подржао краљев став да су савезници нарушили суверенитет земље. До краја јануара 1916. у Солуну је било 125.000 француских и 100.000 британских војника, оставивши тако солунски фронт. Константин је дипломатским покушајима покушао да их истера, али су у децембру 1915, на састанку у Паризу, савезници одлучили да задрже фронт по сваку цену.
Међутим, касније, када су Централне силе преузеле контролу над источном Македонијом у мају 1916, јавност је на сличан начин побеснела због краљеве неспособности да одбрани грчку територију. Гроф Вилхелм фон Мирбах, немачки министар у Атини, затражио је од краља предају тврђаве Рупел, а краљ је прописно наредио гарнизону тврђаве да се преда немачко-бугарским снагама. Без противљења, 25. маја 1916. 8.000 грчких војника у тврђави Рупел се предало и пребачени су у Немачку, док су Бугари заузели источну половину Грчке Македоније, укључујући луку Кавала. Године 1915, краљеве присталице, попут Метаксаса, напали су Венизелоса због његове спремности да Бугарској уступи Кавалу и источну половину грчке Македоније, а сада је ситуација била обрнута када су венизелисти напали краља јер је исте земље предао Бугарима. Предаја тврђаве Рупел означила је тачку без повратка у односима између Венизелоса и Константина, пошто је први сада био уверен да је краљ издајник. Одлуку о предаји тврђаве Рупел влада је објавила као противтежу присуству савезника у Солуну, али су ту били и други фактори. До 1916. Константин је био спреман да размотри препуштање делова Македоније Бугарској као најбољи начин за слабљење венизелизма. Из краљеве перспективе, губитак Македоније, која је била упориште венизелизма, био би више него противтежан слабљењем венизелистичког покрета. Према краљевском хроничару Завицијаносу, Константин је од 1915. године (а посебно после неуспеле операције у Галипољу) закључио да је победа Централних сила војно извесна, и никако није желео да доведе Грчку против Немачке. Он је само тражио од немачких војних власти да не дозволе улазак бугарских трупа на територију Грчке, али је игнорисан.
Након ових догађаја, генерал Сараил је увео војно стање у Солуну и 21. јуна 1916. године, англо-француски ултиматум (који су себе сматрали „влашћу заштитника” грчке државе, од њеног оснивања 1832. године) је поднет Константину, захтевајући смену Заимиса, нове изборе и демобилизацију војске. Они су такође успоставили делимичну поморску блокаду грчког краљевства. Италијанске снаге су такође узеле одобрење Тројне Антанте, ушле у Аргирокастро и заузеле већи део Северног Епира (који је био под грчком управом од 1914), док су Французи заузели Корчу. Константин је 19. августа 1916. обавестио свог краљевског хроничара Константина Завицијаноса да намерава да задржи контролу над војним стварима и спољном политиком, што су за њега краљевски прерогативи, и да није важно колико људи подржава Венизелоса. У говору у Атини 27. августа 1916. Венизелос је први пут јавно напао краља, рекавши:
„Краљу Хелена!
Били сте жртва људи који, да би поништили рад Револуције (чији је сутра седма годишњица) и обновили стари режим корупције, нису оклевали да тргују поштовањем народа према Круни и њиховој привржености Вашој особи...
Били сте жртва ваших војних саветника, са уским војним схватањем и са жељом да се успостави апсолутизам који би требало да их учини суштински господарима ситуације, убедили су Вас да ће Немачка изаћи као победник из Европског рата.
Коначно сте постали жртва своје прилично људске, а не неприродне слабости. Навикли да се дивите свему немачком, збуњени немачком организацијом војних и других послова сваке врсте без премца, не само да сте очекивали немачку победу, већ сте је пожелели, надајући се ће вам она омогућити да у својим рукама концентришете сав ауторитет власти и суштински да укине наш слободни Устав.“
До августа 1916. Бугари су имали контролу над читавом Источном Македонијом и делом Западне Македоније и започели су процес етничког чишћења, протеривајући све Грке. Само је присуство Савезничке војска Оријента спречило Бугаре да заузму целу Македонију. Бугарска окупација и етничко чишћење Македоније сматрало се неподношљивим, и коначно су поједини официри грчке војске почели да размишљају о кршењу заклетве да ће служити краљу под земљом, ако Константин није био вољан да брани Грчку, тада су имали већу лојалност за одбрану Грчка.

### Слом владе Народне одбране
Дана 30. августа 1916. „Национална одбрана“ (Εθνικη Αμυνα), тајна про-венизистичка војна организација са седиштем у Солуну од стране венизелистичких официра, извршила је државни удар против ројалистичке владе, са циљем да одбрани територију Македоније. Главни разлог за државни удар била је жеља да се грчка Македонија одбрани од Бугара, а пошто краљ није био вољан да то учини, они су одлучили да преузму ствар у своје руке. Пуч је успео до те мере да је група у Солуну формирала другу привремену владу Грчке. Пуч се догодио без Венизелосовог знања и он је у почетку није одобравао поступак који је Грчку подстакао на грађански рат. Венизелос, који је напорно радио да постигне договор да се Крит споји са Грчком, није желео да разбије Грчку. Тек после много размишљања и размишљања одлучио је да се придружи покрету у Солуну.
Уз подршку Антанте, Венизелос се вратио на грчко копно са Крита да предводи нову привремену владу на челу тријумвирата 9. октобра 1916. Он је изјавио: „Ми нисмо против краља, него против Бугара“. Венизелосу на челу нове владе били су генерал Панагиотис Данглис и адмирал Павлос Кунтуриотис. Људи на острвима Крит, Самос, Митилини и Хиос одмах су изјавили да подржавају Венизелоса и убрзо је револуционарна влада преузела контролу над свим острвима у Егејском мору осим Киклада (који су били део „старе Грчке“, па је стога било пуно ројалиста). Жандарми са Крита су одиграли значајну улогу у обезбеђивању људства за револуционарну владу, због чега су у Солуну били слављени као „Антигона Грчке“. Прва декларација револуционарне владе гласила је:
„Политика, чије мотиви нећемо да испитујемо, у последњих годину и по дана донела је толико катастрофа, да се сви питају да ли је Грчка данас иста држава као пре. Палата слуша лоше саветнике и примењује личну политику и тражила је да се Грчка одмакне од својих традиционалних савезника и да се приближи својим традиционалним непријатељима“.
По доласку у Солун, Венизелос је у говору тврдио да је рат борба за слободу и за право малих нација да постоје мирно. Венизелос је морао да организује и створи владу са само ресурсима острва и дела Македоније и  да све то плати. Упркос очекивањима, Британија и Француска су споро подржавале нову владу, а тек 20. октобра 1916. објављено је да ће Британија и Француска субвенционисати владу у Солуну. Упркос Венизелосовим напорима да изгледа умерено, многи људи, посебно у „Старој Грчкој“, видели су револуционарну владу као почетак друштвеног слома.  Краљ у Атини видео је националну одбрану као антимонархистички удар уз „подршку републиканске Француске“. До 1916. грчка се поларизирала до те мере да неутралност више није била могућа и сви су морали да заузму став. Пошто је православна црква подржавала краља, венизелистички покрет је попримио антиклерикални карактер. Противљење укључивању Грчке у рат навело је социјалистички покрет да подржи Константина.
Корпус армије националне одбране створен је да подржи савезнике на македонском фронту. Ова војска се састојала углавном од добровољаца, али су у многим случајевима венизелисти официри Одбране користили насиље на својој територији против дезертера или ројалиста, или чак свештенства које је подржавало Константина, што је довело до крвавих догађаја. У међувремену, ројалистичке владе у Атини наставиле су да преговарају са савезницима о могућем уласку у рат, при чему је Константин од њих тражио да не признају венизелистичку владу, док су венизелисти из Солуна инсистирали да их Константин обмањује и да нема намеру да се придружи рату.

### Догађаји у новембру
У знак одмазде против пуча „националне одбране“, у низу грчких градова формирана је ројалистичка паравојна јединица под називом „Резервисти“ (Епистратои-Επιστρατοι), коју је предводио пуковник Јоанис Метаксас (један од Константинових најближих помоћника и будући диктатор Грчке). Резервисти, чији су људи углавном били пореклом из ниже средње класе, били су ултранационалистичка група која је показивала протофашистичке тенденције. Униформисани резервисти су били први масовни покрет у модерној грчкој историји, а такође су означили почетак прихватања насиља као дела политичког процеса. Грчки историчар Костас Костис написао је наслеђе насиља изазваног Балканским ратовима „...помаже да се објасни због чега су прибегли насиљу, чак и над сопственим сународницима: венизелисти су били само непријатељи, слично Бугарима и Турцима. Чињеница да су ови противници били ненаоружани грађани није било од мале важности.“ Група је циљала на људе венизелисте у Атини и оближњим областима, што је кулминирало у Ноемвријани, „новембарским догађајима“, који су били оружани сукоби између грчких резервиста и француских маринаца. Ноемвријана је оставила око 60 мртвих на страни савезника и 40 мртвих на грчкој страни. После тога, резервисти су покренули владавину терора против венизелиста у Атини. Током Ноемвријане, избеглице из Анадолије (које су избегле прогон од стране Турака) које су живеле у Атини, биле су нападнуте од стране резервиста као венизелисти. Напади и убиства на избеглице допринели су идентификацији избеглица са венизелизмом, а 1920-их избеглице су биле један од најјачих бирачких блокова венизелизма.
Ројалистичке демонстрације су избиле у „Старој Грчкој“ и православна црква је по наређењу краља анатемисала Венизелоса као издајника. Анатема православног епископа Патре против Венизелоса гласила је:
„Проклетство твојој породици која је са тобом упрљала Грчку. Анатема твом оцу који ти је помогао да се родиш. Анатема твојој мајци која је такву змију држала у својој утроби...и да заувек останеш у тами наше вере, која ниси поштовао...да не нађеш некога ко ће ти затворити очи, макар и мртвог, да имаш отворене очи, па да наставиш да гледаш земљу коју си издао. Анатема за твоју душу. Анатема на хаос који ће [душа] пасти. Анатема на њен спомен. Анатема теби".
Анатеме као што су ове одражавале су веома интензивна осећања која су поделила Грчку до 1916. године. С друге стране, осећања су била једнако интензивна. Ламброс Коромилас, грчки амбасадор у Риму, послао је јавно писмо краљу у коме је навео:
„Нејасна и двосмислена политика коју су Ваше владе водиле више од годину дана довела нас је до непријатељстава са нашим природним пријатељима, силама Антанте, које тако често уверавамо у наше добро пријатељство, док је – што је најневероватнија ствар – ова иста политика нас је навела на отпор Бугарима, нашим наследним непријатељима, када су дошли и заузели наше утврде, наше македонске градове, половину наших ратних залиха и наше војнике“.
У исто време (новембар 1916), Национална одбрамбена војска је напала Ројалистичку војску код Катеринија са циљем да заузме Тесалију. Ово је била једина битка између војски двеју влада.
После Ноемвријане, крајем 1916. године, Француска и Британија, пошто нису успеле да убеде ројалистичку владу да уђе у рат, званично су признале владу „Националне одбране“ као закониту владу Грчке. Као одмазду, влада „Националне одбране“ и Антанта су успоставиле поморску блокаду, заузеле ројалистичку флоту и захтевале делимично разоружање ројалистичких снага и њихово повлачење на Пелопонез. Монархисти су окривили Венизелоса као онога који стоји иза идеје о блокади. Трајао је укупно 106 дана, за које време није било дозвољено да роба улази нити излази из лука под контролом ројалиста које су биле под контролом атинске владе (Пелопонез, Киклади и Централна Грчка), што је довело до тога да становништво трпи велику глад. Ово је требало да буде преседан за већи део будућег сукоба у Грчкој.
- „Анатема издајнику Венизелосу“ од стране публике у Атини, децембар 1916.
- Антивенизелистички плакат, децембар 1916
- Долазак Венизелоса у Атину, јун 1917, после Константиновог одласка
- Венизелос даје преглед дела грчке војске на Македонском фронту 1918. године. Са њим су адмирал Павлос Коунтоуриотис (лево) и генерал Морис Сарај

## Велики рат
Венизелистско-антантска блокада је на крају успела у свом циљу. У јуну 1917. Французи су заузели Тесалију, а након претњи да ће бомбардовати Атину ако краљ остане, Константин је напустио Грчку 14. јуна 1917. препустивши круну свом другом сину Александру. Константин је био популаран краљ, барем у „старој Грчкој“, и његов одлазак је био поприште велике туге у Атини. Краљевски хроничар Завицијанос је написао: „Никада није збачен с престола популарнији краљ“. Венизелос је преузео контролу над владом и обећао грчку подршку Антанти. Дана 29. јуна 1917. Грчка је прекинула дипломатске односе са Немачком, Аустријским царством, Бугарском и Отоманским царством. У јулу је земља званично објавила рат Централним силама. Већина Венизелосових политичких противника је прогнана на Корзику (Метаксас, Гунарис, Дусманис и други), стављена у интерно изгнанство или стављена у кућни притвор. На протесте новог краља против тужилаштва, Венизелос је одговорио: "Ови људи нису политичари, они су злочинци". Венизелос је поново успоставио парламент из маја 1915, сматрајући постојећи неуставним. Уследило је чишћење државне бирократије, војске и свештенства од антивенизелаца. Венизелисти су се брзо показали једнако спремнима да прогоне своје противнике као што су ројалисти били раније.
Током преосталих 18 месеци рата, 10 дивизија грчке војске борило се заједно са савезничким снагама против бугарских и немачких снага у Македонији и Бугарској. Током сукоба грчке снаге учествовале су у многим победничким биткама изгубивши око 5.000 војника.

## Последице
Чин уласка у рат и претходни догађаји довели су до дубоке политичке и друштвене поделе у Грчкој после Првог светског рата. Најважније политичке формације у земљи, венизелисти либерали и ројалисти, који су већ били укључени у дуго и огорчено ривалство око предратне политике, достигли су стање отворене мржње једни према другима. Обе стране су сматрале да су акције друге током Првог светског рата политички нелегитимне и издајничке. Константин, док је био у изгнанству у Швајцарској, наставио је да се противи учешћу Грка у рату и да утиче на своје присталице. По завршетку рата, венизелисти су објавили „Белу Библију“ (Λευκη Βιβλος), албум са свим издајничким, по њиховом мишљењу, поступцима ројалиста. Године 1919. одржано је суђење Главном штабу, у вези са предајом тврђаве Рупел, догађајима у Ноемвријани и зајмом из Немачке 1915. године. Многи официри су осуђени (укључујући Дусманиса и Метаксаса у одсуству) заједно са бившим премијером Стефаносом Скулудисом.
С друге стране, ројалисти су се противили венизелистичкој управи од 1917. године као „диктаторској“. Покушај атентата на Венизелоса извршен је у Паризу од стране двојице бивших официра ројалиста након потписивања Севрског споразума у августу 1920. Следећег дана венизелистичка гомила у Атини, верујући да је Венизелос убијен, напала је канцеларије антивенизелаца, док је Јон Драгоумис убијен. Венизелос је сведочио на суђењу официрима у Француској.
Током новембарских избора 1920. Пенелопе Делта је описала повике проројалистичке гомиле у Атини: „Нећемо их!“ (нове земље добијене Севрским уговором) и "Живео Кумпаро!" (надимак Константина). Повратком Константина, већина официра који су учествовали у Народној одбрани отпуштена је из војске, или је напуштена и побегла у Цариград, где је формирана „Демократска одбрана“, војна организација која је критиковала акције Константина и нових ројалистичких влада.
Ово непријатељство се неизбежно проширило по целом грчком друштву, унутар војске и створило тако дубок јаз који је пресудно допринео малоазијској катастрофи, револуцији 1922. и Суђењу шесторици, и резултирао је сталним политичким и војним немирима у међуратним годинама током немирне Друге хеленске републике. Нови покушај атентата на Венизелоса догодио се 1933. године, док су венизелисти покушали државни удар 1935. Национални раскол је такође био један од главних узрока који је довео до распада Републике и институције диктаторског 4. августа 1936.
Како се нација поларизовала, политичко богатство великих породица било је уништено. Нарочито је штетно било постојање дуплих цивилних служби и војске, што је повећало конкуренцију за владине послове. Поред тога, национални раскол је подстакао политизацију војске која је почела пучем 1909. године, а од 1916 надаље војска је била подељена између венизелиста и ројалиста, постављајући позорницу за честе ударе и покушаје пуча у међуратном периоду. Политизација војске довела је до тога да многи официри себе виде као коначне арбитре у политици. Што је још важније, национални раскол је „легитимисао употребу насиља“ и током међуратног периода политичко насиље је често кварило сцену. Све већи слом друштвених норми уз прихватање насиља као легитимног такође је довео до позива на диктатуру фашистичког стила, а Костис је приметио да је Бенито Мусолини био веома цењена личност у Грчкој 1920-30-их. Мусолинијева популарност се десила упркос његовој иредентистичкој политици како су тврдили делови Грчке као што су Јонска острва јер су некада припадала Венецији.
Подела између ројалиста и венизелиста је чак дошла у Сједињене Државе и другде са грчким имигрантима те генерације: имигранти који су фаворизовали два политичка кампа настанили би се у оближњим, али пажљиво одвојеним заједницама у америчким градовима, често усредсређеним на конкурентске грчке православне парохије. У неким случајевима, анимозитет и неповерење између оваквих парохија преживео је у 21. веку, дуго након што је првобитно политичко неслагање било заборављено.